# 911 (phim)
911 (tiếng Anh: The Call) là một bộ phim tâm lý rùng rợn kinh dị tội phạm của Mỹ năm 2013 do Brad Anderson đạo diễn và Richard D'Ovidio viết kịch bản. Nội dung phim xoay quanh Jordan Turner (Halle Berry), một nhân viên trực tổng đài cứu trợ khẩn cấp 9-1-1. Cô nhận được một cuộc gọi từ một cô gái trẻ tên là Casey Welson (Abigail Breslin) bị một sát nhân hàng loạt bắt cóc. Phim còn có sự tham gia của Morris Chestnut, Michael Eklund, David Otunga và Michael Imperioli. Câu chuyện ban đầu được hình dung thành một loạt phim truyền hình, nhưng sau đó D'Ovidio đã viết lại thành một kịch bản cho phim điện ảnh. Phim khởi quay vào tháng 7 năm 2012 và kéo dài trong 25 ngày, với các phân cảnh quay tại California, chủ yếu là Burbank và Santa Clarita.

## Nội dung
Jordan Turner, nhân viên trực tổng đài 9-1-1 của LAPD, nhận được cuộc gọi từ một cô gái trẻ tên Leah Templeton, người đang hoảng sợ vì có một gã đàn ông đột nhập vào nhà cô. Jordan khuyên Leah trốn trên lầu. Khi cuộc gọi bị ngắt, Jordan đã gọi lại cho Leah, tiếng chuông điện thoại làm lộ vị trí ẩn nấp của Leah khiến gã đàn ông bắt được cô. Ngày hôm sau, kênh truyền hình đưa tin Leah đã bị giết chết. Quá đau buồn trước sự việc này, Jordan tâm sự với Sĩ quan Paul Phillips, bạn trai cô, rằng cô không thể tiếp tục xử lý những cuộc gọi.
Sáu tháng sau, Jordan làm giảng viên cho những nhân viên mới của tổng đài 9-1-1. Một cô gái trẻ tên Casey Welson bị bắt cóc bởi gã đàn ông tên Michael Foster và bị nhốt trong cốp xe của hắn. Casey vẫn còn một cái điện thoại trong túi và sử dụng nó để gọi 9-1-1. Một cô nhân viên nhận được cuộc gọi nhưng không thể xử lý, phải giao lại cho Jordan. Tuy nhiên, Casey sử dụng điện thoại đời cũ khiến GPS không thể xác định vị trí của cô.
Khi Michael lái xe, Jordan hướng dẫn Casey đấm thủng lỗ đèn xe và giơ tay ra ngoài cầu cứu những chiếc xe gần đó. Một phụ nữ chạy xe phía sau gọi 9-1-1, nhờ vậy mà cảnh sát biết đường để truy đuổi. Trong cốp xe có những thùng sơn, Jordan bảo Casey đổ sơn ra khỏi lỗ đèn xe, điều này thu hút sự chú ý của người đàn ông gần đó là Alan Denado. Michael đã đập Alan bất tỉnh bằng cái xẻng rồi đặt ông ta và Casey vào cốp xe. Alan tỉnh lại và liên tục la hét khiến Michael tức giận đâm chết ông ta. Michael dừng xe ở trạm xăng, lúc này Casey bò lên hàng ghế sau trong xe và gọi giúp đỡ. Người tiếp viên trạm xăng muốn cứu Casey nhưng Michael đã thiêu sống ông ta.
Khi đến nơi, Michael phát hiện Casey có giấu điện thoại trong túi. Thông qua điện thoại, Jordan cho biết rằng danh tính của hắn đã bị lộ và khuyên hắn đầu hàng. Nghe câu trả lời của Michael, Jordan nhận ra hắn cũng chính là hung thủ đã giết Leah vào sáu tháng trước. Lực lượng cảnh sát, bao gồm Paul và Sĩ quan Jake Devans, đến nhà Michael nhưng chỉ thấy vợ và con của hắn. Họ tìm thấy bức ảnh Michael và chị gái của hắn. Vợ của Michael tiết lộ rằng căn nhà trong bức ảnh đã bị cháy, một căn nhà phụ gần đó thì vẫn còn. Cảnh sát liền đột kích căn nhà đó nhưng không thấy ai, họ đành phải rời đi.
Michael bắt đầu tra tấn Casey. Jordan quyết định giải cứu Casey, cô lái xe đến căn nhà phụ của Michael. Cô nghe được âm thanh từ cột cờ - cũng chính là âm thanh trong khoảnh khắc cuối cùng của cuộc gọi. Jordan phát hiện một căn hầm bí mật ở bãi đất gần đó, cô leo xuống và thấy Michael trong căn hầm này. Jordan đã hiểu ra mọi chuyện: Michael có tình yêu loạn luân dành cho chị gái của hắn và bị đau khổ khi cô ta qua đời vì bệnh nặng. Vì chị gái của Michael có tóc vàng nên hắn tìm cách bắt cóc, giết hại và lột da đầu những cô gái trẻ có tóc vàng.
Jordan tấn công Michael khi hắn định lột da đầu Casey. Michael đuổi theo thì bị hai cô gái hạ gục. Khi tên sát nhân bị bất tỉnh, hai cô gái đã trói hắn vào ghế. Khi Michael tỉnh lại, Jordan và Casey tiết lộ rằng họ sẽ bỏ mặc hắn ở lại đây đến chết. Họ sẽ giả vờ là Casey đã chạy thoát và được Jordan tìm thấy trong rừng, tất cả mọi người sẽ nghĩ Michael đã biến mất một cách bí ẩn. Sau đó Jordan và Casey ra khỏi căn hầm, khóa cửa lại trong khi Michael liên tục la hét đòi thả hắn ra.